# Pludry
Pludry (dodatkowa nazwa w j. niem. Pluder) – wieś w Polsce położona w województwie opolskim, w powiecie oleskim, w gminie Dobrodzień.
| SIMC    | Nazwa             | Rodzaj    |
| ------- | ----------------- | --------- |
| 0131297 | Kolonia Pluderska | część wsi |

Miejscowość jest położona przy linii kolejowej Opole – Częstochowa, na której znajduje się stacja kolejowa Pludry. Komunikacja autobusowa na trasach Dobrodzień – Lubliniec, Strzelce Opolskie – Olesno, Kędzierzyn-Koźle – Lubliniec. Szkoła podstawowa im. Marii Konopnickiej, urząd pocztowy i kościół św. Antoniego.
Liczne przedsiębiorstwa o różnej wielkości i różnym profilu produkcji, m.in. Nasycalnia Podkładów.

## Historia
Od XIX w. do 1936 r. na pieczęci gminnej widniał wizerunek jaskółki w locie.
W 1910 roku 701 mieszkańców mówiło w języku polskim, 2 w językach polskim i niemieckim, natomiast 32 osoby posługiwały się jedynie językiem niemieckim. W wyborach komunalnych w listopadzie 1919 roku 187 głosów oddano na kandydatów z list polskich, którzy zdobyli łącznie 8 z 12 mandatów. W czasie II powstania śląskiego w 1920 roku wieś została zajęta przez polskie wojska. Podczas plebiscytu w 1921 roku we wsi uprawnionych do głosowania było 485 mieszkańców (w tym 55 emigrantów). Za Polską głosowały 244 osoby, za Niemcami 234 osoby. W ramach III powstania śląskiego Pludry zostały zdobyte już na początku zrywu i znajdowały się w rękach polskich aż do jego zakończenia.
Przed drugą wojną światową wieś znajdowała się w granicach Niemiec. Do 1936 roku nosiła nazwę Pluder, a po 1936 r. Wildfurt.

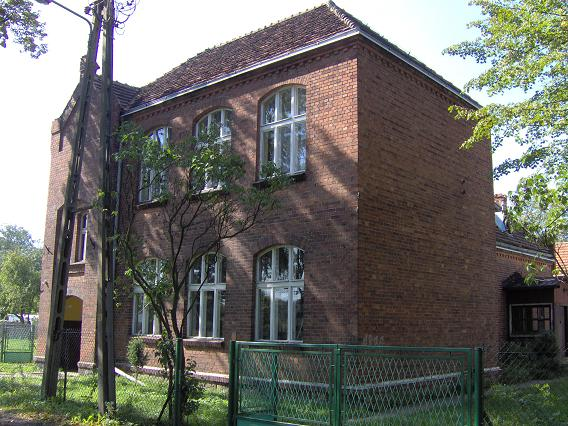
Biblioteka w Pludrach

W latach 1954-1972 wieś była siedzibą gromady Pludry. W latach 1975–1998 miejscowość administracyjnie należała do województwa częstochowskiego.